# Paracycnotrachelus curvaticeps
Paracycnotrachelus curvaticeps là một loài bọ cánh cứng trong họ Attelabidae. Loài này được Pic miêu tả khoa học năm 1932.